# Rotterdam–Zevenaar-vasútvonal

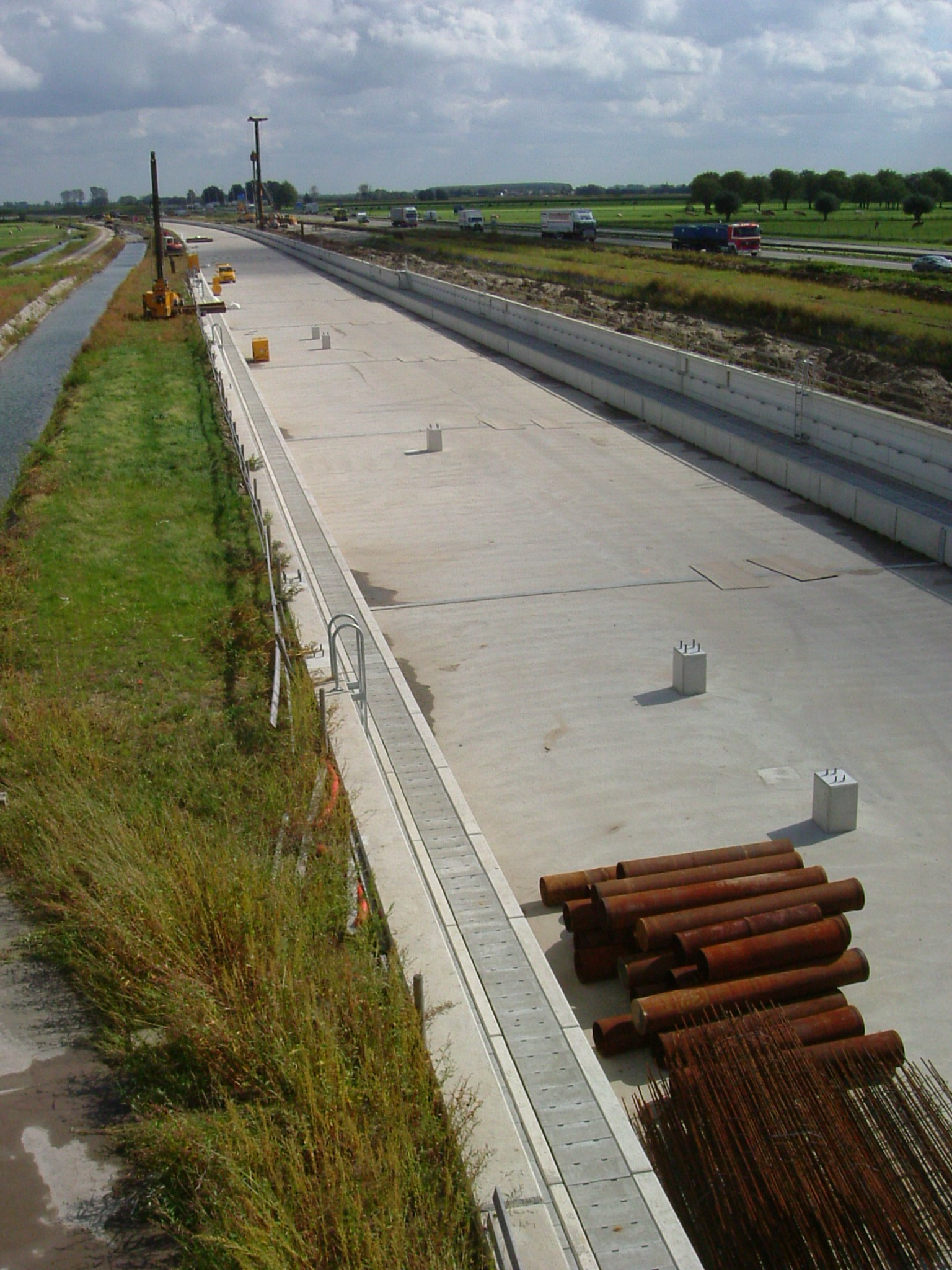
A vonal építése 2004-ben

A Rotterdam–Zevenaar-vasútvonal (hollandul: spoorlijn Rotterdam–Zevenaar; becenevén: betuwei vonal) holland vasútvonal, mely a rotterdami kikötőt köti össze a német iparvidékkel. A vonalon főleg csak tehervonatok közlekednek, bár előzetes engedéllyel az alagutak használata nélkül ICE-k mozgása is engedélyezve van.

## A vonal
A vonal 160 km hosszú, kétvágányú, villamosított 25 kV 50 Hz feszültségrendszerrel. 5 alagút található rajta 18 km hosszan és 130 híd. Szintbeli közúti kereszteződés nem található rajta. A vonalon ETCS Level 2 szintű vonatbefolyásolás van. Az engedélyezett sebesség 120 km/h. Maximális kapacitása 10 vonat/óra/irány. 2007 júniusában nyílt meg.

## Forgalom
A Keyrail 2010 első félévben óriási forgalomnövekedést realizáltak. A vonalon 8200 vonat közlekedett az első félévben, szemben a 2009-es azonos időszakban mért 4500 vonattal szemben, és ezzel a Rotterdami kikötő és Németország közötti forgalom 52 százaléka ezen a vonalon bonyolódott le. A Keyrail a növekedést a gazdaság élénkülésnek, az ETCS berendezésekkel felszerelt mozdonyok rendelkezésre állásának, valamint annak tulajdonítja, hogy befejezték a Rotterdam kikötő legnyugatibb részéig, Maasvlake-ig a vonal villamosítását, ami szükségtelenné teszi Kijhoeke állomáson a mozdonycserét.

## Települések
Települések a vonal mentén:
- Alblasserdam
- Barendrecht
- Bemmel
- Buren
- Duiven
- Geldermalsen
- Giessenlanden
- Gorinchem
- Graafstroom
- Hardinxveld-Giessendam
- Heerjansdam
- Hendrik-Ido-Ambacht
- Lingewaal
- Neder-Betuwe
- Neerijnen
- Nijmegen
- Overbetuwe
- Papendrecht
- Rijnwaarden
- Rotterdam
- Sliedrecht
- Tiel
- Zevenaar
- Zwijndrecht

## Magyarok a Betuwerouton
Érdekesség, hogy a vasútvonal átadása előtt a biztosítóberendezések villamos mozdonyok általi zavartatásának mérését és a felsővezeték kipróbálását két MÁV-vontatójárművel, a V63 049-es Giganttal és a BVhmot 200 elővárosi motorkocsival végezték. Előbbi „előnye”, hogy teljesítménytényezője igen kedvezőtlen, így az áramellátás kipróbálására igen alkalmas volt. Utóbbi egy korszerű, GTO-technikájú áramirányítókkal és aszinkron vontatómotorokkal felszerelt jármű.

### Galéria

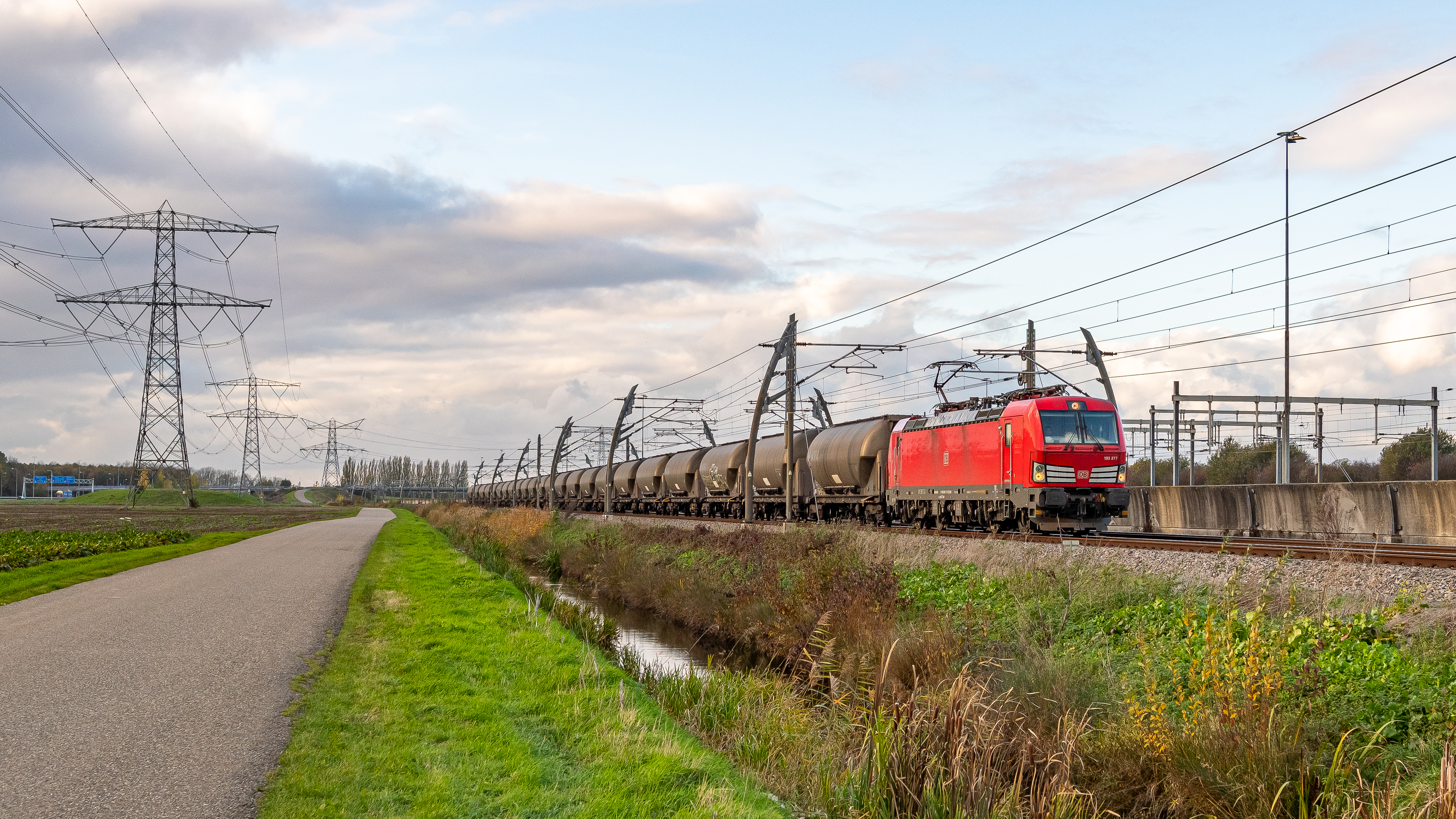
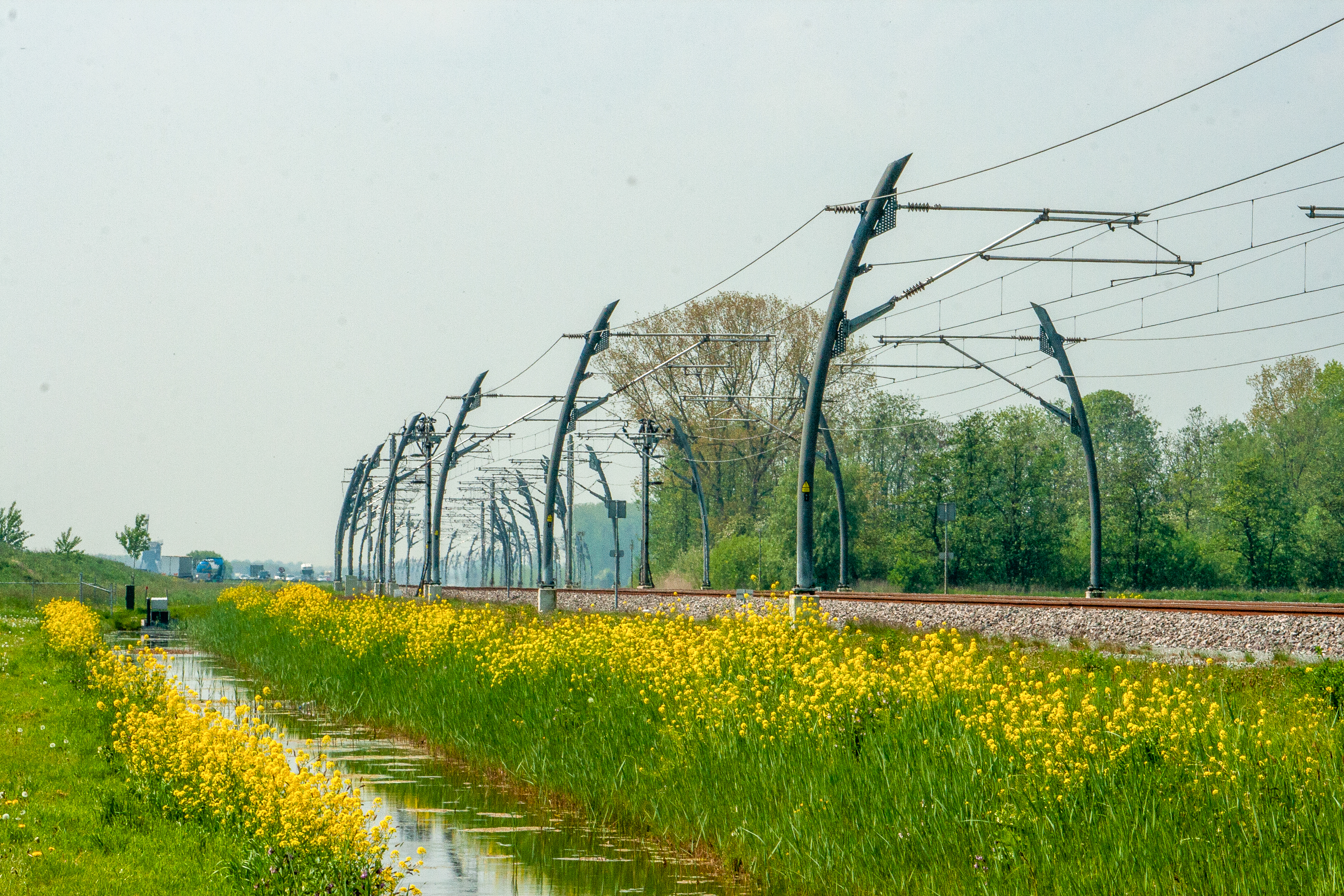
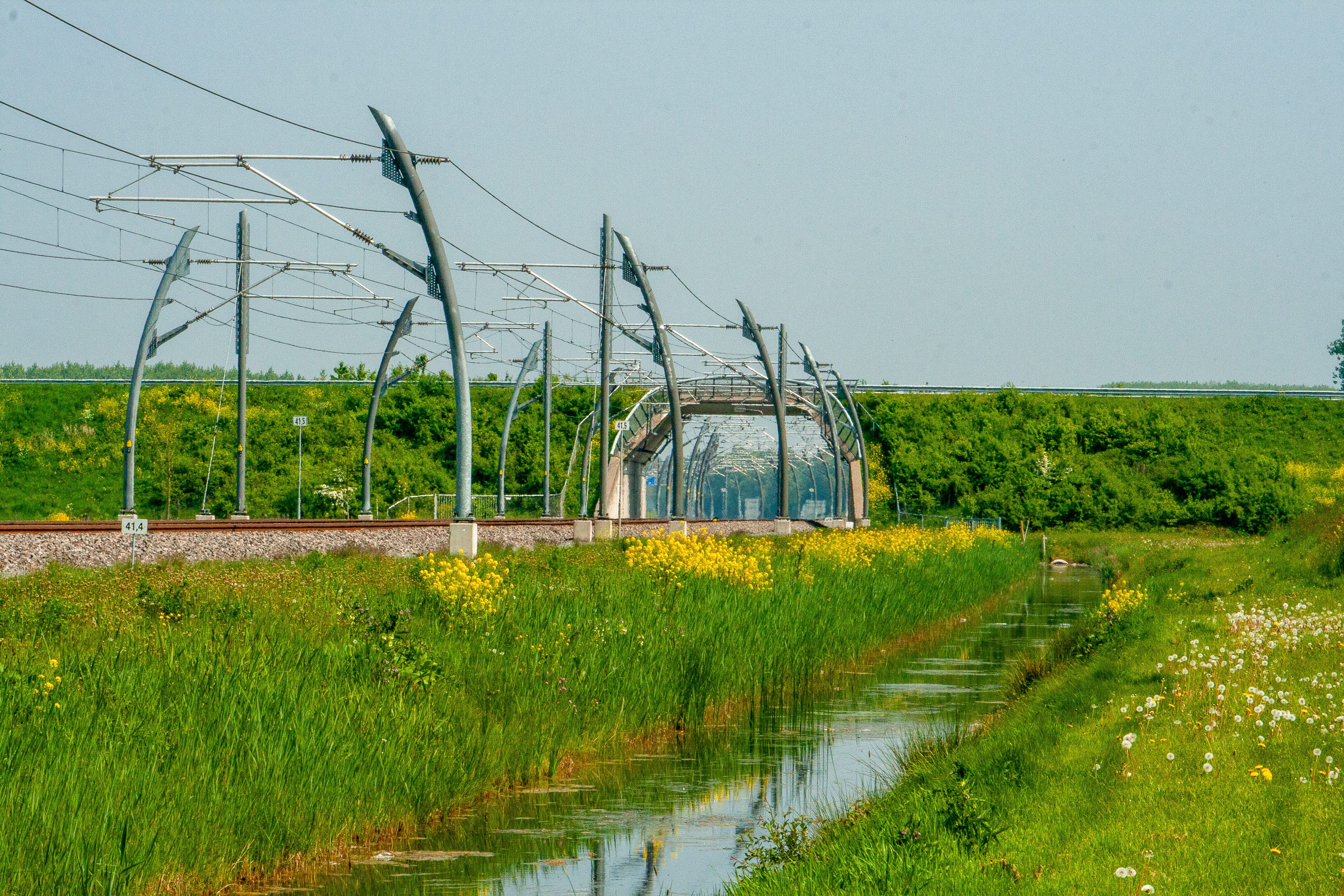
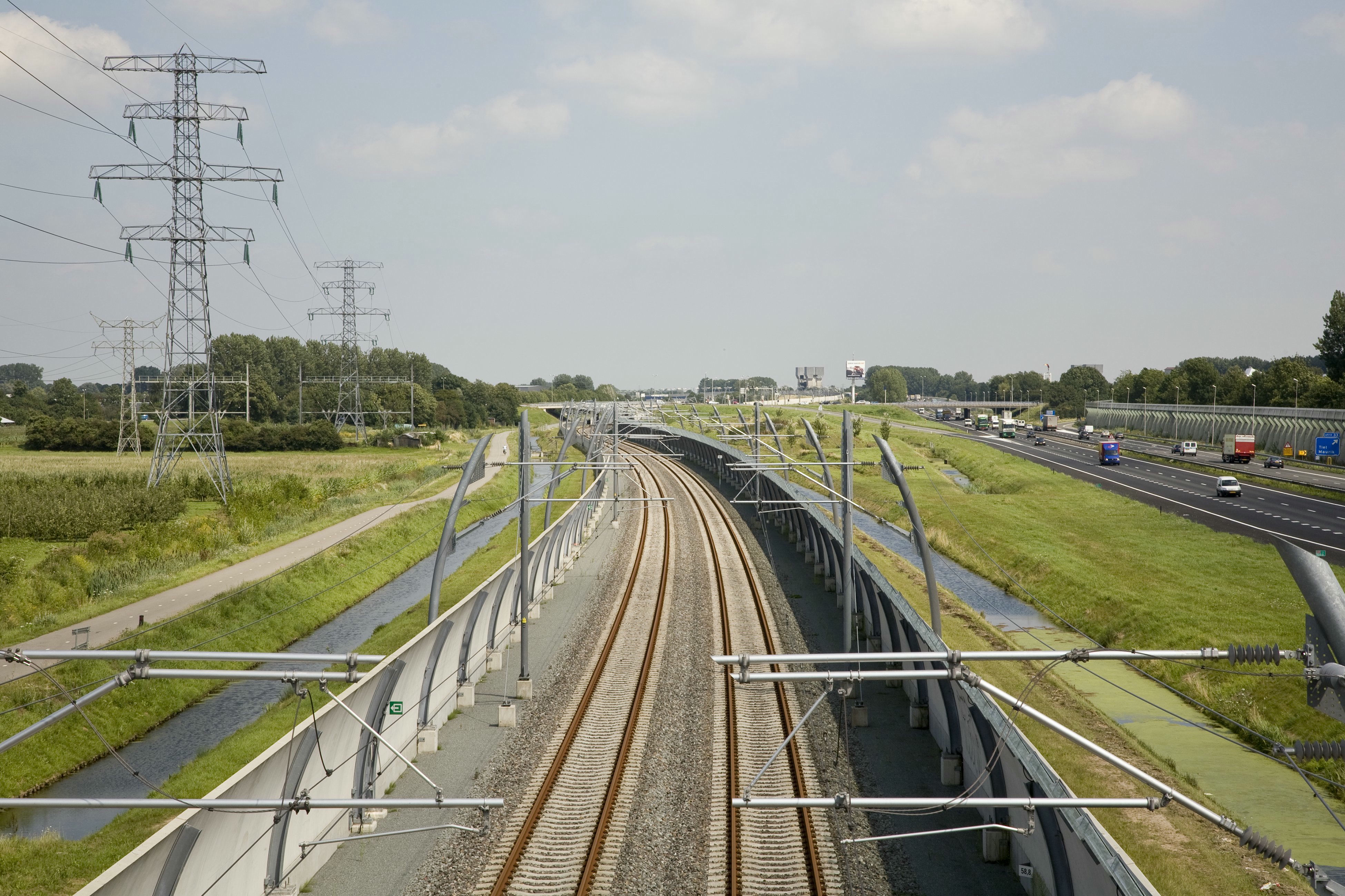